# 绍罗绍
绍罗绍是巴西巴伊亚州的一个市镇。总面积2647.887平方公里，总人口10621人，人口密度4人/平方公里。